# Asilo Mariuccia
L'Asilo Mariuccia è una fondazione e una onlus italiana fondata nel 1902 a Milano come istituzione aconfessionale per iniziativa di Ersilia Bronzini Majno, seguendo le ultime volontà della figlia Maria, familiarmente detta Mariuccia, morta a 13 anni di difterite nel giugno 1901.
Conta 5 comunità e 22 alloggi a Milano, Sesto San Giovanni e Porto Valtravaglia (VA). Si occupa di madri con bambini e di ragazzi minori. La sua missione è di promuovere attraverso la formazione e il lavoro la crescita e il benessere fisico e psicologico dei minori e delle madri accolte mirando alla loro integrazione sociale e all'inserimento lavorativo. 

## Storia

Ersilia Majno Bronzini (seconda da sinistra)

Nato con l'obiettivo di "addestrare all'emancipazione le fanciulle pericolanti", l'Asilo Mariuccia venne fortemente sostenuto dalle militanti dell'Unione femminile nazionale (UFN), un'associazione emancipazionista milanese di matrice socialista, fondata nel 1899, che raccoglieva le varie organizzazioni emancipazioniste operaie, per tutelare i diritti delle donne, sia in ambito sociale, sia negli ambienti di lavoro.
Nel 1901 si costituì, all'interno dell'Unione, la sezione milanese del Comitato contro la tratta delle bianche, che si batteva contro la prostituzione. In seguito a studi e indagini condotti sul fenomeno, alcuni membri del comitato ebbero l'idea di creare un rifugio che potesse accogliere, senza vincoli burocratici e senza distinzioni di religione o nazionalità, le giovani che si trovassero a vivere in ambienti "moralmente malsani" ed esposte al rischio di essere introdotte alla prostituzione. Grazie a una consistente donazione di Nina Sullam Rignano, fu possibile aprire in una villa, al civico 6 di via Monterosa a Milano, una dignitosa sistemazione offerta da Camillo Broglio, per un affitto simbolico, il servizio.
All'epoca della fondazione vi erano a Milano altre cinque istituzioni dedicate al ricovero e recupero delle minorenni con precedenti di prostituzione o provenienti da ambienti familiari a rischio. Tutte queste istituzioni erano accomunate dall'avere origine di tipo filantropico/pietista; in altre parole, intervenivano sul bisogno immediato ma non si proponevano di porre le basi per un recupero delle ricoverate. Le donne dell'Unione femminile nazionale invece "formularono il progetto di dar vita a una iniziativa per l'addestramento all'emancipazione di quei soggetti per storia, condizione e cultura esclusi da ogni reale possibilità di riscatto". Dal 2004, l'Asilo Mariuccia è una fondazione e una ONLUS.

## Influenza culturale
L'espressione "Asilo Mariuccia", piuttosto diffusa nel gergo lombardo e soprattutto milanese, ha col tempo assunto un significato ironico per indicare un asilo d'infanzia ("questi sono discorsi da Asilo Mariuccia!", nel senso di "questi sono discorsi infantili") o una situazione in cui molti si comportano in modo infantile.